# فتانه ملک‌محمدی
فتانه ملک‌محمدی (زاده ۱۲ اسفند ۱۳۶۸ - تهران) بازیگر اهل ایران است.

## فیلم‌شناسی

### سینما
- پرسه در شهر لاجوردی (۱۳۹۴)
- پنهان (۱۳۸۹)
- سوپراستار (۱۳۸۷)

## سریال
- چرخ فلک (۱۳۹۵)

## جوایز
- برنده دیپلم افتخار بهترین بازیگر برای بازی در فیلم سوپراستار در بخش سینمای معناگرا بیست و هفتمین دوره جشنواره فیلم فجر[نیازمند منبع] (۱۳۸۷)